# Solstice-Klasse
Die Solstice-Klasse (ursprünglich Challenger-Klasse) ist eine aus fünf Schiffen bestehende Schiffsklasse von Celebrity Cruises. Gebaut wurden sie zwischen 2006 und 2012 auf der Meyer-Werft in Papenburg.

## Geschichte
Im Juli 2005 unterzeichneten Celebrity Cruises und die Meyer Werft einen Vorvertrag über den Bau einer neuen Schiffsklasse. Zu diesem Zeitpunkt bestand der Auftrag aus einem Schiff, der späteren Celebrity Solstice mit geplanter Ablieferung im Herbst 2008 und der Option auf einen weiteren Neubau. Im November 2005 wurde das Design-Büro francisdesign aus London mit dem Entwurf des Schiffsklasse beauftragt. Die Celebrity Solstice wurde im Oktober 2008 abgeliefert. Am 17. Februar 2006 bestellte die Reederei schließlich den zweiten Neubau mit geplanter Ablieferung im Sommer 2009, die spätere Celebrity Equinox. Die Ablieferung erfolgte im Juli 2009.
Im Juli 2006 bestellte Celebrity Cruises einen dritten Neubau, die spätere Celebrity Eclipse. Als Fertigstellung wurde Sommer 2010 vereinbart. Die Ablieferung erfolgte der Celebrity Eclipse im April 2010.  Im Mai 2007 folgte die Bestellung für den vierten Neubau, der späteren Celebrity Silhouette, mit geplanter Ablieferung im Herbst 2011. Die Celebrity Silhouette wurde im Juli 2011 abgeliefert.  Das fünfte Schiff der Klasse, die spätere Celebrity Reflection, wurde im Februar 2008 mit geplanter Ablieferung im Herbst 2012 bestellt und im Oktober 2012 abgeliefert.

## Antrieb
Der Antrieb der Solstice-Klasse besteht aus zwei steuerbaren Azipods vom Hersteller ABB. Die vier Dieselmotoren des Baumusters MAN Diesel & Turbo SE 14V48/60CR decken den Energiebedarf. Die Schiffe erreichen somit eine Höchstgeschwindigkeit von etwa 24 Knoten.

## Galerie

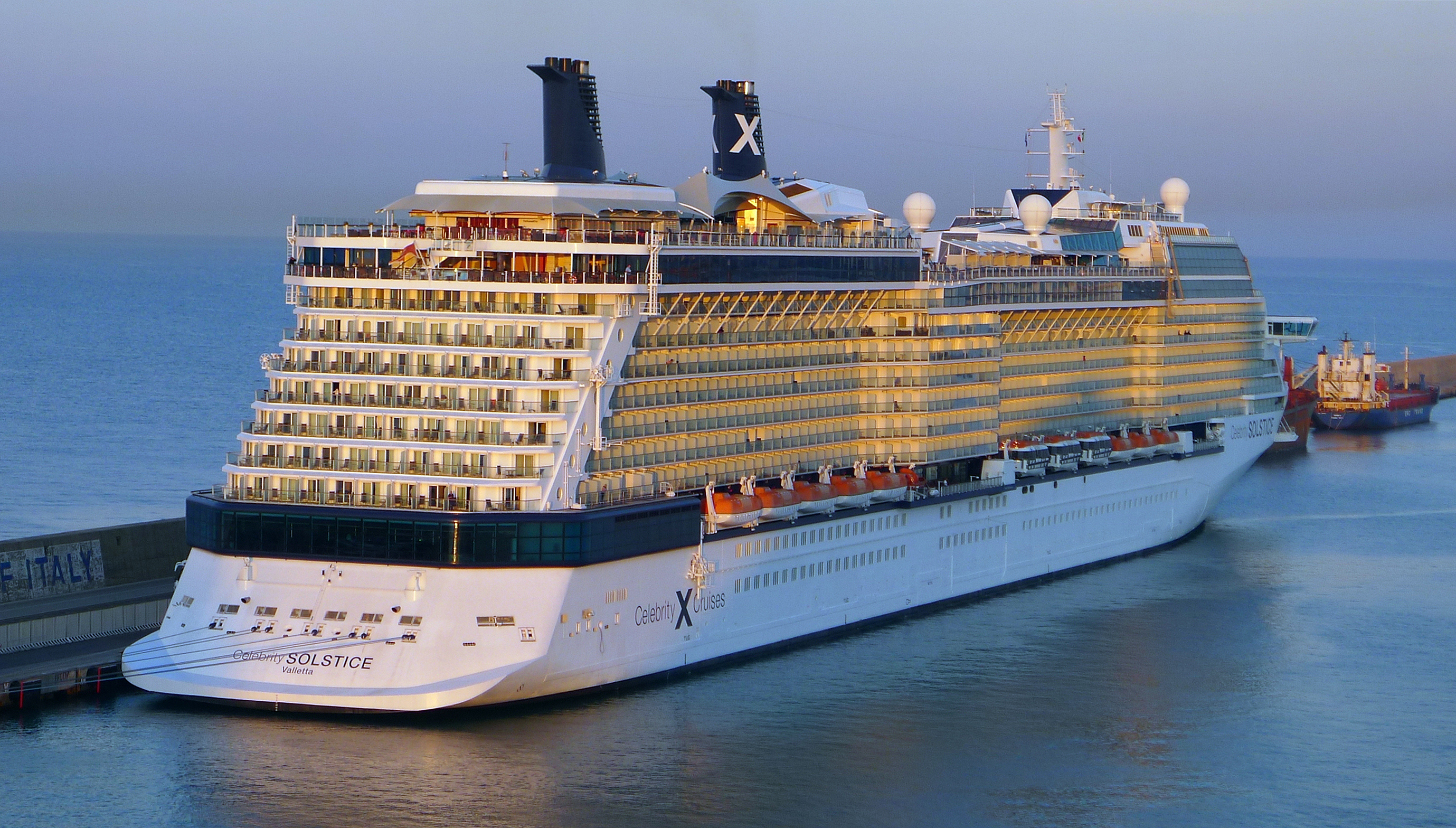
Celebrity Solstice
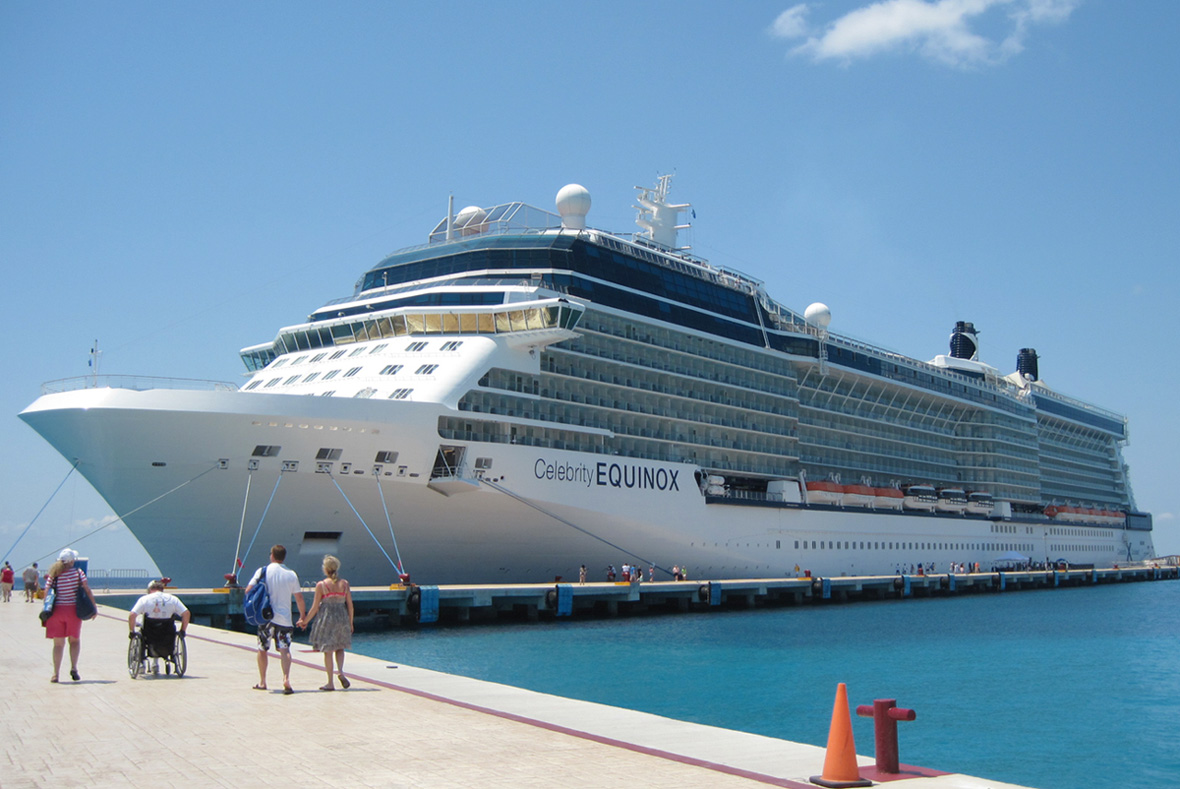
Celebrity Equinox
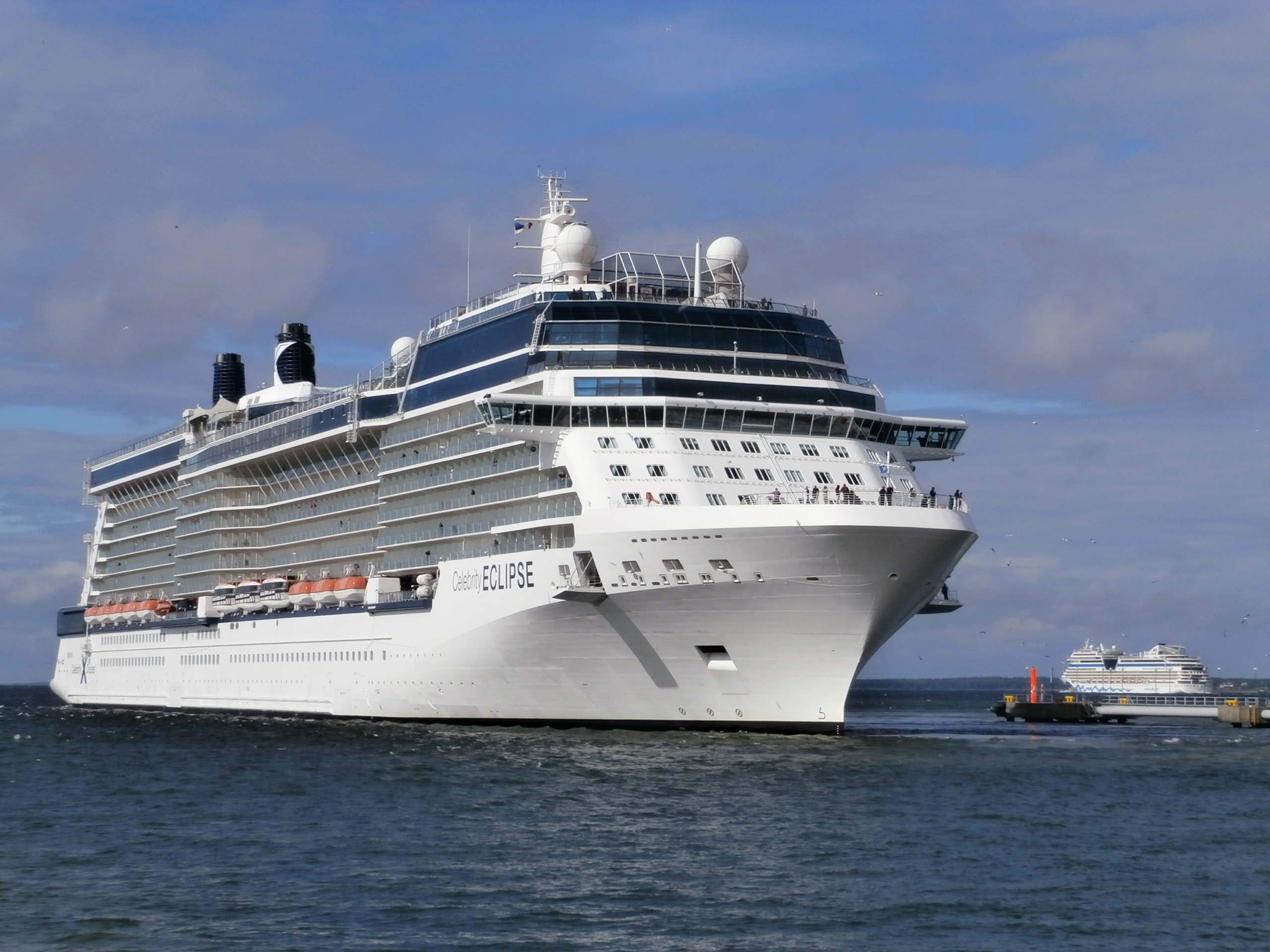
Celebrity Eclipse
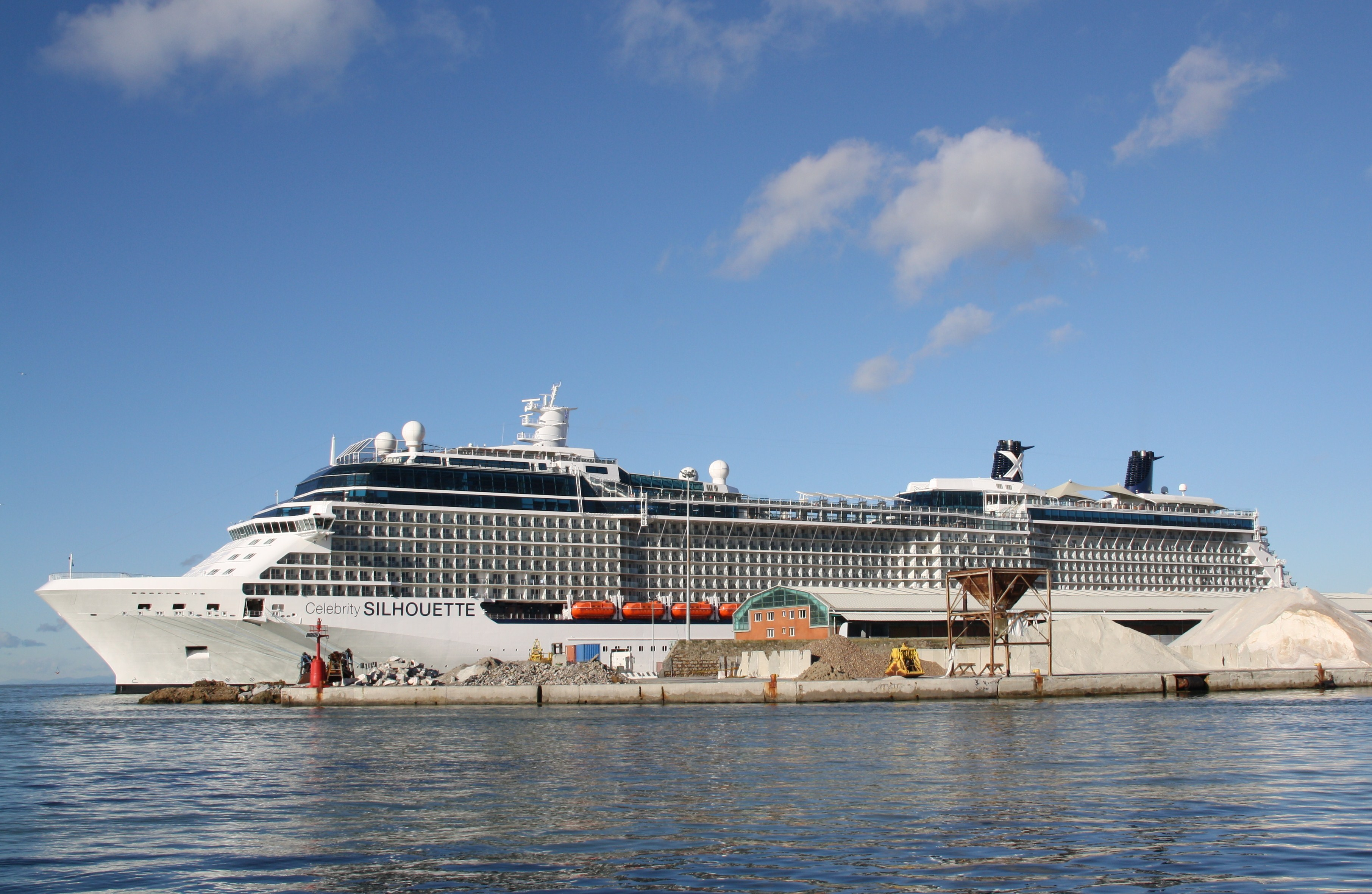
Celebrity Silhouette
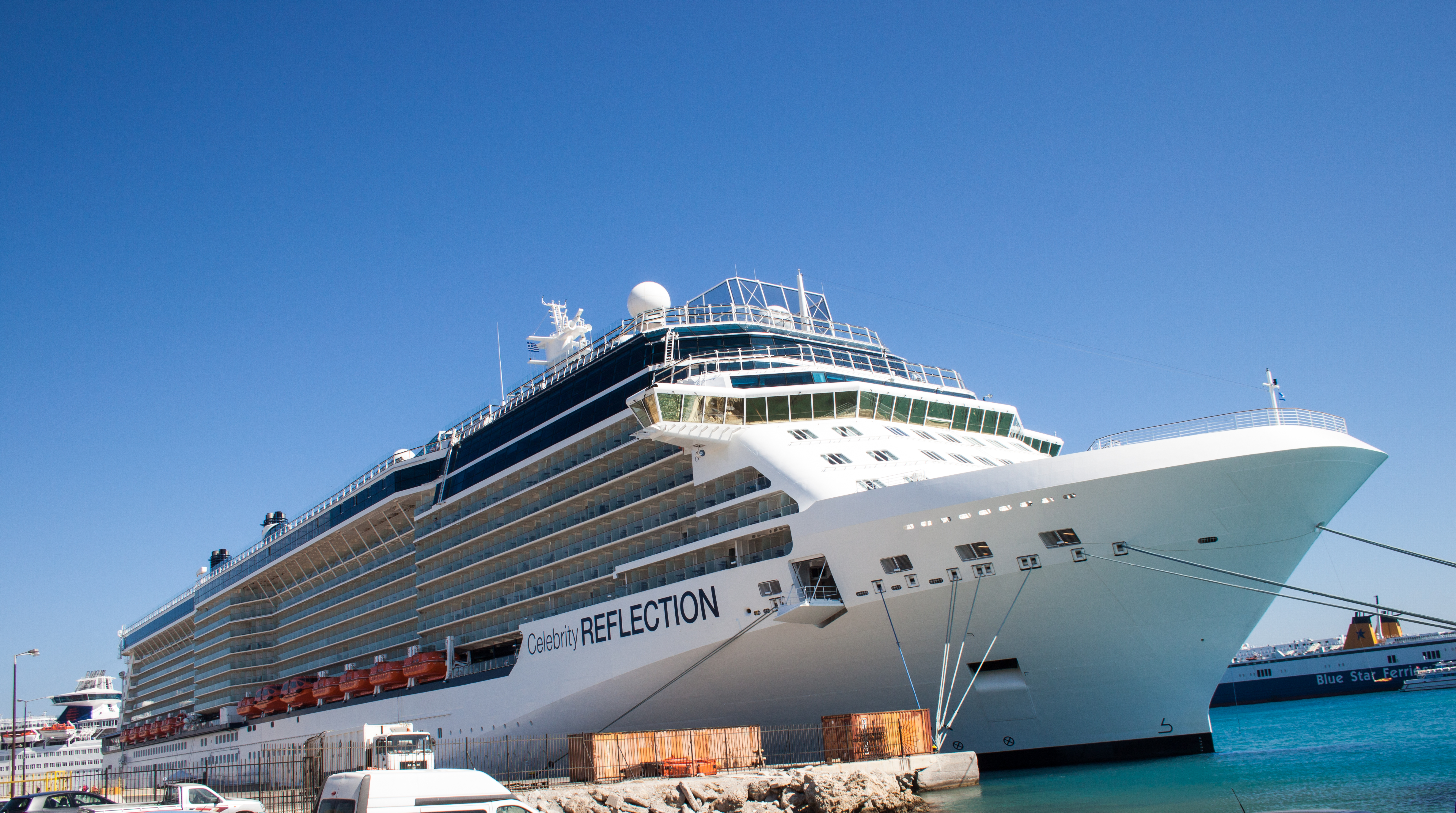
Celebrity Reflection

## Schiffe
| Name                 | Baunummer | IMO     | Ablieferung      | Vermessung  | Eigner                    | Status/Verbleib |
| -------------------- | --------- | ------- | ---------------- | ----------- | ------------------------- | --------------- |
| Celebrity Solstice   | S.675     | 9362530 | 24. Oktober 2008 | 121.878 BRZ | Celebrity Solstice Inc.   | in Dienst       |
| Celebrity Equinox    | S.676     | 9372456 | 16. Juli 2009    | 121.878 BRZ | Celebrity Equinox Inc.    | in Dienst       |
| Celebrity Eclipse    | S.677     | 9404314 | 15. April 2010   | 121.878 BRZ | Celebrity Eclipse Inc.    | in Dienst       |
| Celebrity Silhouette | S.679     | 9451094 | 18. Juli 2011    | 122.210 BRZ | Celebrity Silhouette Inc. | in Dienst       |
| Celebrity Reflection | S.691     | 9506459 | 9. Oktober 2012  | 125.366 BRZ | Celebrity Reflection Inc. | in Dienst       |